# Bier in Bulgarije

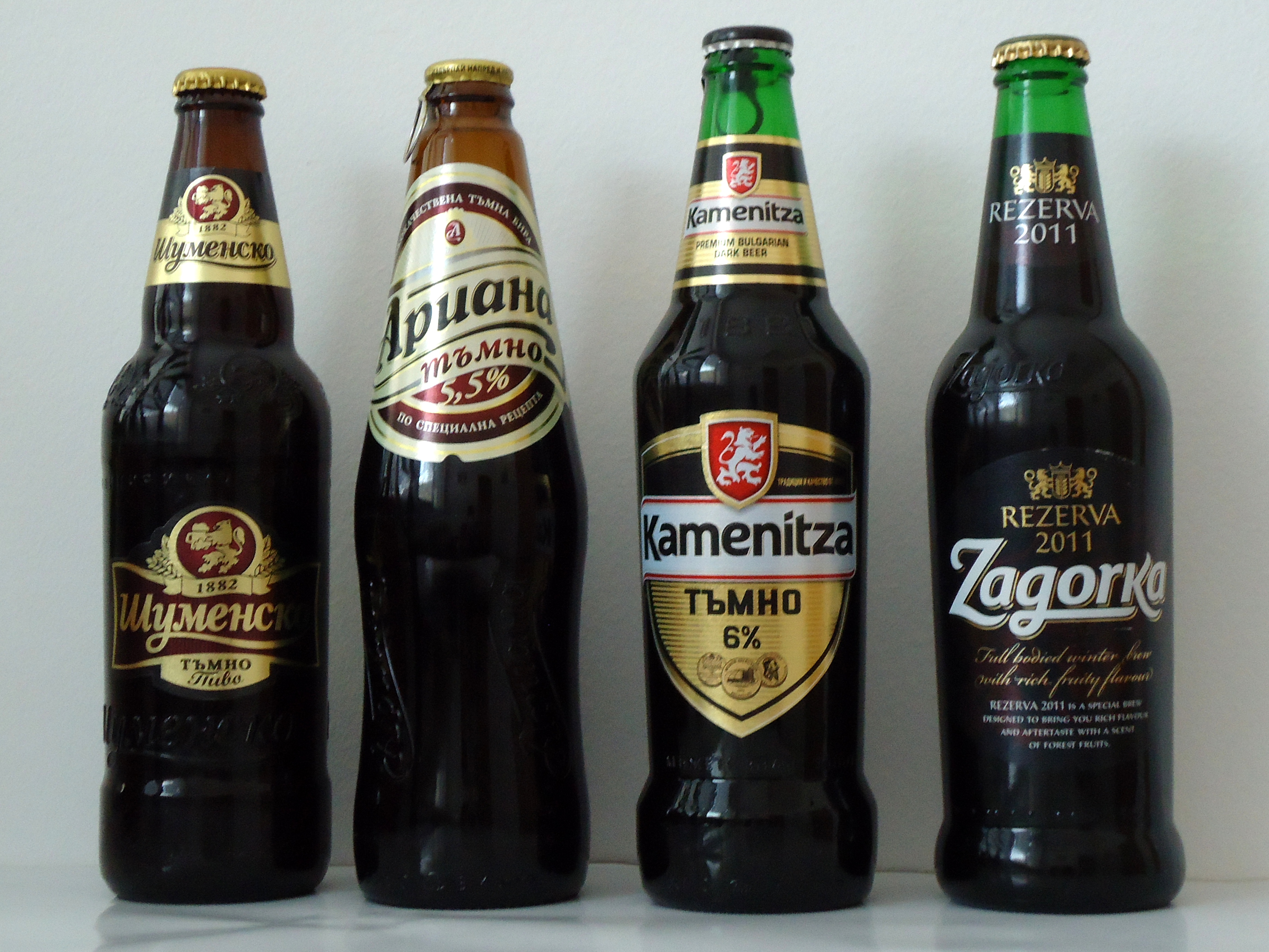
Enkele Bulgaarse bieren

De moderne geschiedenis van bier in Bulgarije gaat terug tot de 18e eeuw, toen bier geïntroduceerd werd door buitenlanders (uit Oostenrijk-Hongarije, Frankrijk en Zwitserland) kort voor de onafhankelijkheid van het land.

## Geschiedenis
Hongaarse vluchtelingen in Sjoemen, na de Hongaarse revolutie in 1848, brouwden bier maar hun verblijf was niet lang genoeg om bier aan de massa te kunnen introduceren. De Fransman Ducorp die als spoorwegingenieur in Sofia werkte tussen 1873 en 1876, startte een kleine brouwerij in Knyazhevo waar rond de oogsttijd een primitief bier gebrouwen werd.

De eerste commerciële brouwerij in Bulgarije werd opgericht in Plovdiv door de Zwitsers-Duitsers Rudolf Frick en Friedrich Sulzer in 1876. Met de hulp van een Zwitsers expert August Bomanti werd deze brouwerij uitgebouwd in 1879-1881 tot een moderne brouwerij. De Tsjechische brouwer Frans-Frantisek Milde startte de Shumensko bierfabriek te Sjoemen in 1882 en was datzelfde jaar medestichter van de Bulgaarse brouwfederatie. Jiri Prosek startte samen met zijn broers de Vitosha brouwerij te Sofia en kochten de kleine brouwerij van Ducorp. De Vitosha brouwerij werd gekend onder de naam brouwerij Ariana (overgenomen door Heineken en ondertussen gesloten).

Op het einde van de 19e eeuw en het begin van de 20e eeuw groeide de populariteit van bier bij de middenklasse en een aantal brouwerijen werd opgericht in de meeste grote steden. De brouwerij van de gebroeders Hadzhislavchevi (Tarnovo Hadzhislavchevi Brothers & Co) werd in november 1892 opgericht en groeide uit tot de meest prestigieuze brouwerij van het land. Deze brouwerij werd brouwerij Veliko Pivo en verkreeg in 2000 zijn huidige naam brouwerij Bolyarka.

Na de Tweede Wereldoorlog werden alle brouwerijen genationaliseerd tot de val van het communisme in 1989. Na de privatisering werden veel brouwerijen opgekocht door de grote brouwerijgroepen. Van de 13 brouwerijen waren er vier in handen van AB InBev, twee van Carlsberg en twee in bezit van Heineken. Ondertussen is een aantal van deze brouwerijen gesloten en de productie overgebracht naar de resterende brouwlocaties. In oktober 2009 verkocht AB InBev alle Oost-Europese brouwerijen aan CVC Capital Partners, die deze onderbracht in een nieuwe firma StarBev. In april 2012 werd StarBev op zijn beurt verkocht aan de Canadese brouwerijgroep Molson Coors en kreeg de naam Molson Coors Central Europe.

## Cijfers 2011
- Bierproductie: 4,820 miljoen hl
- Export: 111.000 hl
- Import: 296.000 hl
- Bierconsumptie: 5,1 miljoen hl
- Bierconsumptie per inwoner: 69 liter
- Actieve brouwerijen: 8 (+ 5 microbrouwerijen)[4]

## Brouwerijen
- Brouwerij Kamenitza (Molson Coors)
- Brouwerij Haskovo (Molson Coors)
- Brouwerij Zagorka (Heineken)
- Carlsberg Bulgaria
  - Brouwerij Shumensko
  - Brouwerij Pirinsko
- Brouwerij Bolyarka
- Brouwerij Lomsko Pivo

## Bieren (onvolledig)
- Almus
- Ariana
- AstikA
- Boliarka
- Burgasko
- Kamenitza
- Ledenika
- Pirinsko
- Shumensko
- Slavena
- Stolichno
- MM
- Zagorka